# Pseudanthura
Pseudanthura är ett släkte av kräftdjur. Pseudanthura ingår i familjen Paranthuridae.
Kladogram enligt Catalogue of Life:
| Pseudanthura | \| \| Pseudanthura albatrossae \| \| \| \| \| \| Pseudanthura baeckea \| \| \| \| \| \| Pseudanthura lateralis \| \| \| \| \| \| Pseudanthura recifensis \| \| \| \| \| \| Pseudanthura tenuis \| \| \| \| |
|              | \| \| Pseudanthura albatrossae \| \| \| \| \| \| Pseudanthura baeckea \| \| \| \| \| \| Pseudanthura lateralis \| \| \| \| \| \| Pseudanthura recifensis \| \| \| \| \| \| Pseudanthura tenuis \| \| \| \| |
|              | Califanthura |
|              | |
|              | Colanthura |
|              | |
|              | Cruranthura |
|              | |
|              | Cruregens |
|              | |
|              | Neoanthura |
|              | |
|              | Paranthura |
|              | |
|              | Pseudanthura albatrossae |
|              | |
|              | Pseudanthura baeckea |
|              | |
|              | Pseudanthura lateralis |
|              | |
|              | Pseudanthura recifensis |
|              | |
|              | Pseudanthura tenuis |
|              | |

|  | Pseudanthura albatrossae |
|  |                          |
|  | Pseudanthura baeckea     |
|  |                          |
|  | Pseudanthura lateralis   |
|  |                          |
|  | Pseudanthura recifensis  |
|  |                          |
|  | Pseudanthura tenuis      |
|  |                          |